# T. Berry Brazelton

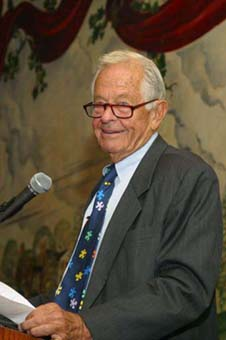
T. Berry Brazelton (2007)

Thomas Berry Brazelton (* 10. Mai 1918 in Waco, Texas; † 13. März 2018 in Barnstable, Massachusetts) war ein amerikanischer Pädiater. Er war ein Pionier auf dem Gebiet der Erforschung des Verhaltens Neugeborener und hat viele Bücher über kindliche Entwicklung und Erziehung im Elternhaus veröffentlicht. Nach Benjamin Spock gilt Brazelton als einer der einflussreichsten Experten für Säuglingspflege und -erziehung in den Vereinigten Staaten.

## Leben und Werk
Brazelton war der Sohn von Thomas Berry Brazelton und Pauline Brazelton, geb. Battle. Nach dem Besuch der Episcopal High School, einer hochschulvorbereitenden Highschool in Alexandria, Virginia ging er zur Princeton University, um ein Medizin-Vorbereitungsstudium zu absolvieren, das er 1940 mit dem Bachelor-Grad abschloss. Anschließend ging er nach New York City, um am College of Physicians and Surgeons der Columbia University Medizin zu studieren. Seinen Doktorgrad erwarb er 1943. Es folgte ein Berufspraktikum am Roosevelt Hospital. Anschließend wurde er zu einem einjährigen Militärdienst in die United States Navy Reserve eingezogen.
Die berufspraktische Ausbildung (residency) absolvierte Brazelton 1945 am Massachusetts General Hospital in Boston und wechselte 1947 zum Boston Children’s Hospital, wo er sich weiter auf Pädiatrie spezialisierte. In dieser Zeit entdeckte er, dass sein Interesse nicht den Krankheiten, sondern der ganz normalen Entwicklung des Kindes galt. Um diesem Interesse weiter zu folgen, wechselte er als Psychiater zum Putnam Children’s Center in Roxbury, Massachusetts.
1950 ließ Brazelton sich in Cambridge, Massachusetts mit einer eigenen Kinderarztpraxis nieder. 1951 wurde er als Dozent an die Harvard Medical School berufen. Zur selben Zeit begann seine Forschungstätigkeit, in deren Mittelpunkt die Entwicklung der frühkindlichen Wahrnehmung stand.
1973 entwickelte Brazelton, gemeinsam mit einem Team von Kollegen, die Neonatal Behavioral Assessment Scale (NBAS), ein Messinstrument zur neurologischen Beurteilung Neugeborener (1984 überarbeitet). Die Skala erlaubte es Neonatologen und Kinderärzten, Hinweise auf mögliche spätere Entwicklungsprobleme bereits in den ersten Lebenstagen eines Kindes zu erkennen.
Aus der Zusammenarbeit mit Edward Tronick entstanden die berühmten Still-face-Experimente (Experimente mit ausdruckslosem Gesicht). Untersucht wurden dabei die Reaktionen kleiner Kinder auf das Unterbrechen und die Wiederaufnahme einer liebevollen Situation von Angesicht zu Angesicht zwischen Bezugsperson und Kind.
Als Experte leistete Brazelton politische Lobbyarbeit, um für familienfreundliche Gesetzgebung (Family and Medical Leave Act of 1993) und für Unterstützung für Kinder zu werben, die in Armut aufwachsen. Er schrieb zahlreiche Bücher und hatte von 1983 bis 1995 eine eigene Fernsehsendung, What Every Baby Knows, die 1994 einen Daytime Emmy Award gewann. Sein Anliegen als Medienperson und als Verfasser von Ratgeberliteratur bestand vor allem darin, Eltern zu helfen, ihre Kinder als Individuen über die gesamte Bandbreite unterschiedlicher Kindespersönlichkeiten und unterschiedlichen Kindesverhaltens hinweg zu verstehen. Im Gegensatz zu vielen anderen Erziehungsratgebern der Zeit waren Brazeltons Bücher nicht evangelikal geprägt, sondern vernunftorientiert.
Brazelton heiratete 1949 Christina Lowell, mit der er vier Kinder bekam und die 2015 starb. Er lebte in Massachusetts. Im März 2018 starb Brazelton zwei Monate vor Vollendung seines 100. Lebensjahres in seinem Haus in Barnstable (Massachusetts).

## Auszeichnungen
- 2002 – Gustav O. Lienhard Award for Advancement of Health Care
- 2012 – Presidential Citizens Medal

## Publikationen (Auswahl)
- Infants and mothers: Differences in development. Delacorte, New York 1969 (eingeschränkte Vorschau in der Google-Buchsuche).
Deutsch: Babys erstes Lebensjahr : Unterschiede in der geistigen und körperlichen Entwicklung : ein Ratgeber für junge Eltern. Maier, Ravensburg 1970.
- Toddlers and parents : a declaration of independence. Delacorte, New York 1974 (eingeschränkte Vorschau in der Google-Buchsuche).
Deutsch: Unser Kind wird selbständig. Das zweite und dritte Lebensjahr. dtv, München 1983.
- Doctor and child. Delacorte, New York 1976.
- Working and caring. Alfred Knopf, Woburn, MA 1983 (eingeschränkte Vorschau in der Google-Buchsuche).
Deutsch: Und was ist mit den Kindern? Beruf und Kind. Piper, München 1985.
- What every baby knows. Ballantine, New York 1987.
Deutsch: Die ganz normalen Katastrophen: des gesunde und das kranke Kind in den ersten Lebensjahren. Piper, München 1987.
- On becoming a family. Dell, New York 1981.
- Families: Crisis and caring. Addison-Wesley, Reading, MA 1989.
- mit Bertrand Cramer: The earliest relationship : parents, infants, and the drama of early attachment. Addison-Wesley, Reading, MA 1990.
- Touchpoints: Your Child’s Emotional and Behavioral Development. Addison-Wesley, Reading (Massachusetts) 1992.
- mit Stanley Greenspan: The irreducible needs of children : what every child must have to grow, learn, and florish. Perseus, Cambridge, MA 2000.
Deutsch: Die sieben Grundbedürfnisse von Kindern : was jedes Kind braucht, um gesund aufzuwachsen, gut zu lernen und glücklich zu sein. Beltz, Weinheim, Basel 2002.
- Sleep. The Brazelton Way. Advice from America’s favorite pediatrician. Perseus, Reading, MA; Oxford 2003.
Deutsch: So schläft mein Kind die ganze Nacht. Die erfolgreiche Dr.-Brazelton-Methode. Knaur, München 2009.